# Sólyom (szárnyashajó)
A Sólyom II és Sólyom III a magyar MAHART–PassNave cég 10 db-os szárnyashajó flottájának a két legnagyobb, 112 férőhelyes, szovjet-orosz gyártmányú, Metyeor (342E) típusú szárnyashajója. 
A két Sólymot 2010 elején újították fel, szereltek bele LCD monitorokat, továbbá légkondicionáló berendezéseket, korszerűsítették a világító és a szellőző rendszert. A Metyeor típusú hajókat a Szovjetunióban/Oroszországban, a Nyizsnyij Novgorod-i Krasznoje Szormovo hajógyárban gyártották 1960–1994 között, 2 db még 2003-ban is épült. A Mahart a Sólyom I-et már 1997-ben kivonta. Az orosz utódállamokon kívül még Kína, Magyarország, Szlovákia, Hollandia és még néhány ország alkalmazza.